# 島田紳助のスーパーギャング
『島田紳助のスーパーギャング』（しまだしんすけのスーパーギャング）は、1988年4月15日から1989年4月7日まで、TBSラジオ制作の深夜ラジオ番組『スーパーギャング』の金曜日深夜（土曜日未明）でJRN系で放送されていたラジオ番組。メインパーソナリティは島田紳助。放送時間は毎週金曜日深夜（土曜日未明）25:00 - 26:45（午前1:00 - 2:45）。

## 概要
MBSヤングタウン（ヤンタン）木曜日を1987年8月に降板して以来8か月ぶりとなる、島田紳助のメインパーソナリティ番組。アラジンの高原兄が共演者としてレギュラー出演していた。
紳助は、ヤンタンはコーナーの時間割が多く、「コーナーの時間を気にしなくていい」とスタッフが融通してくれたものの、例えば話がしんみりした時に次のコーナーの時間が来たらいきなり気持ちを切り替えてやらなければいけないのがすごくギャップを感じて、つらい部分があったことから辞めたといったことを話している。一方で『ハイヤングKYOTO』（ハイヤン、土曜日出演）は特にコーナーを作らずフリートークとはがき紹介で進行されており、紳助は本来、ハイヤンのようなラジオが好きだったと言う。当番組出演のきっかけは紳助からマネージャーに「ラジオがしたい」と頼み込んだことからということで、最初は昼の時間帯を打診されたが「お昼は後で40歳になってから」ということで固辞し、夜の時間帯で「ハイヤン」のようなコーナー無しでやらせてくれるなら、ということで当番組が実現したという。当番組の第1回の放送でも「テレビは言いたいことを削られるし、ラジオをやらなあかん。このラジオは手紙やはがきをいっぱい読んで昔のラジオをやろう」と宣言している。この一年間紳助は毎週のこの番組が楽しみだったようで、バイクで転倒して肋骨などに怪我をした時も「ラジオでネタに出来る」などと嬉しそうにしていたという。そして放送中に紹介できなかったはがきも持ち帰っていたほどだった。前述の通りコーナーはあまり作らなかったが、「風よ、鈴鹿へ」コーナーは紳助自ら立ち上げるなど、若干の企画が進行していた。
エンディングテーマ曲は島田紳助作詞、高原兄作曲によるオリジナル曲『風よ、鈴鹿へ』で、高原の歌唱によるものが流れていた。なおこの当時、レコード化への具体的な話はまだ無かったとのことである。

## 主なコーナー・企画
風よ、鈴鹿へ
- 紳助が中心となって結成されたオートバイのレーシングチーム「チーム・シンスケ」の情報などを伝えていたコーナー。リスナーにも参加、応援を呼び掛けていた[1]。このコーナーは『MBSヤングタウン』から引き継いだもの[5]。『風よ、鈴鹿へ』は、当番組放送期間中の1988年11月5日に、TBSテレビの土曜ドラマスペシャル枠にてテレビドラマ化された。

もしもインドが攻めてきたら
- 「勝手に出来た」と紳助が話している[3]、高原兄と一緒に歌を作る企画のコーナー。「いつかインドが攻めてきたら」とも。

体験コーナー
- リスナーからのガールハント（ナンパ）、ボーイハント（逆ナン）の成功談・失敗談、ファーストキスの話など恋愛にまつわる話などを、紳助のアドバイスを交えながら紹介[8]。